# Josefov (ort i Tjeckien, Södra Mähren)
Josefov är en ort i Tjeckien.   Den ligger i regionen Södra Mähren, i den sydöstra delen av landet, 230 km sydost om huvudstaden Prag. Josefov ligger 184 meter över havet och antalet invånare är 385.
Terrängen runt Josefov är platt. Runt Josefov är det ganska tätbefolkat, med 90 invånare per kvadratkilometer. Närmaste större samhälle är Hodonín, 9,0 km öster om Josefov. Omgivningarna runt Josefov är en mosaik av jordbruksmark och naturlig växtlighet.